# (5275) Zdislava
(5275) Zdislava es un asteroide perteneciente a asteroides que cruzan la órbita de Marte, descubierto el 28 de octubre de 1986 por Zdeňka Vávrová desde el Observatorio Kleť, České Budějovice, República Checa.

## Designación y nombre
Designado provisionalmente como 1986 UU. Fue nombrado Zdislava en honor a la noble Santa Zdislava que dedicó su vida a la caridad para los pobres. Es la santa adorada por Marie Mácová, esposa de un antiguo compañero de escuela de la descubridora.

## Características orbitales
Zdislava está situado a una distancia media del Sol de 2,199 ua, pudiendo alejarse hasta 2,759 ua y acercarse hasta 1,639 ua. Su excentricidad es 0,254 y la inclinación orbital 6,054 grados. Emplea 1191,42 días en completar una órbita alrededor del Sol.
El próximo acercamiento a la órbita terrestre se producirá el 25 de octubre de 2092, entre otros.

## Características físicas
La magnitud absoluta de Zdislava es 13,8. Está asignado al tipo espectral Sa según la clasificación SMASSII.